# Autosemantikum
Das Autosemantikum (auch Autosemantikon oder Inhaltswort) ist ein Lexem (Grundeinheit des Wortschatzes), welches im Gegensatz zu einem Synsemantikum eine vom Kontext unabhängige und selbständige lexikalische Bedeutung aufweist. Auch bei isolierter Nennung lassen Autosemantika einen Rückschluss auf das Bezeichnete zu.
Das Wort Autosemantikum kommt von griechisch αὐτός (autós) ‚selbst‘ und σῆμα (sẽma) ‚Zeichen‘. Weitere Begriffe sind autosemantisches Wort, Bedeutungswort, Begriffswort, Kategorema und Vollwort. 

## Klassifikation der Autosemantika
Wortarten, die in der Regel Autosemantika enthalten, sind Substantive, Verben, Adjektive und Adverbien. Es gibt unter diesen verschiedentlich aber auch Teilgruppen, die Synsemantika sind, z. B. Hilfs- und Modalverben. Artikel, Konjunktionen, Subjunktionen, Präpositionen, Pronomen und Partikeln sind dagegen in der Regel synsemantisch.